# Amphicnemis kuiperi
Amphicnemis kuiperi là một loài chuồn chuồn kim trong họ Coenagrionidae.
Amphicnemis kuiperi được Lieftinck miêu tả khoa học năm 1937.